# 接着芯地
接着芯地（せっちゃくしんじ）とは、洋服をはじめとする衣料品をつくるとき、副素材として用いられるもので、衣服のシルエットを形づくる芯すえ作業（芯地を表地に装填する縫製の工程）を接着によって実現してしまう芯地のことをいう。
織物、編物、不織布などを基布にして、熱を加えることによって、接着性を発揮する熱可塑性の接着剤（合成樹脂）を付与したもので、使用されている接着剤の性能に適応した「温度」「圧力」「時間」にしたがって、加熱しながらプレスすることによって、衣服の表地に接着することができる。

## 特徴
接着芯地は衣料の縫製工程において、革命的な変化をもたらし、衣服の工業生産を高度に発展させたところに最大の特徴がある。
生産性の向上
接着芯地というものがなかった時代、衣料の縫製工程のなかで、「芯すえ作業」は、もっぱら熟練と経験がものをいう作業で、それが工業生産として縫製のネックになっていたが、接着芯地を利用することで、短時間で均一な製品を大量に生産できるようになった。
機能性の向上
衣服に芯地をつかう目的をおおまかにいえば「形態の安定」と「美的成形」である。時代とともに衣服の表素材は多様化し、洗濯などの消費性能の要求も高度化してゆく。接着芯地は、そういう要求性能の変化に対応しながら、美しいシルエットの実現とすぐれた型保持性という芯地本来の目的を達成するうえで、つねに中心的な役割を果たしている。

## 歴史
接着芯地（Fusible interlining)の誕生は1900年の初めごろとされている。綿布の表面に熱可塑性の樹脂を塗布し、芯地として使用するという特許がヨーロッパで公告され、これが接着芯地のはじまりとみることができる。しかしこの時代のタイプは接着によって風合いが硬くなるという欠点があり、用途がかぎられていた。
接着芯地の登場をうながす遠因としては、第二次世界大戦後の労働力不足が挙げられている。大戦後、ヨーロッパでは衣料縫製の分野でも、熟練の縫製技術者不足が深刻化、衣服造りのシステムそのものを改革する必要が生じてきた。おりから合成繊維が登場、さらに高分子化学が急速に発展し、樹脂接着剤も相次いで新しい製品が登場してくる。
そうした時代のニーズと化学の発展が相まって、衣服づくりの合理化・省力化素材としての接着芯地が登場してくるのである。1950年ごろに現在の接着芯地の原型と思われる製品が市場に現れ、1957年には、粉末の接着剤を芯地表面にランダムに撒布した「シンター・タイプ」「ランダム・パウダー・タイプ」の芯地が開発されている。
そして1964年にはドット（点）状の定量接着剤を等間隔に配置する「ドットタイプ」の芯地が開発され、接着による衣服の縫製を本格的に推進してゆくことになる。
日本では1960年前後に不織布メーカー各社が、ランダム・パウダー・タイプの不織布の接着芯地を発売しているが、本格的な接着縫製に適応する織物接着芯地の登場は1966年ごろで、ダイニックが英国ステーフレックス社から技術導入して、日本で初めて織物ベースの接着芯地を発売している。
1977年に日本の織物接着芯地の先発メーカー５社（旭ピカルディ、ダイニック、東海サーモ、日東紡績、日本ハスケル）が、接着芯地協議会を結成した。

## 原材料と種類・分類
接着芯地の基布
大きく分けると次のようになるが、芯地の目的に応じて、必要な風合いを実現できるように、その組成は特別に設計される場合が多い。
- 織物

素材-綿、ポリエステル、ポリノジック、レーヨンほか。
組織-平織、朱子織、綾織りなど。
- 編物

素材-綿、ポリエステル、ナイロン、アクリル、アセテート、レーヨン。（混紡も含む）
組織-トリコット、緯糸挿入経編など。
- 不織布

素材-ポリエステル、レーヨン、ナイロン、アクリル
組織-ランダム、パラレル、クロス、パンチド
接着剤の種類
接着芯地に使用されている接着剤は次の通りである。個々の製品には目的とする用途に応じたタイプが選ばれて使用されている。
- ポリアミド系
- ポリ塩化ビニル系（PVC）
- ポリエチレン系
- エチレン酢ビ共重合体（EVA）系
- ポリエステル系

接着剤の形状
接着芯地に使われている接着剤の形状には次のようなものがある。
- ドット

接着剤を一定の大きさに点配列したもの。永久接着タイプに多く採用される。
- シンター、ランダム・パウダー

粉末の接着剤を散布して固着させたもの。主に仮接着タイプに採用される。
- くもの巣

接着剤を溶融して繊維状にしたもの。接着剤のみをシート状にしたものと基布のうえに付着させたものがある。
- フィルム

接着剤をフィルム状にして貼着させたもの。
- ダッシュ

ドット・タイプの変形のひとつ。
- ネット

ドット・タイプの変形のひとつ。
接着芯地の種類
接着芯地は「基布」「接着剤」「接着剤の形状」のコンビネーションでつくられ、用途とその要求性能に適したタイプが選ばれ、使用されることになるが、用途と性能によって分類すると次のようになる。
- 用途による分類

全面接着芯地……フロント芯、見返し芯、衿芯、背芯、ヨーク芯
部分接着芯地……ポケット芯、ベルト芯、テープ、軽衣料のカラー、カフス、前立て芯
- 性能による分類

永久接着芯地……芯地を使用して完成した衣料製品の実用期間中、トライクリーニング、あるいは洗濯の反復に対しても接着状態を維持できるもの。
仮接着芯地……縫製作業を円滑にするために、仮止めの目的で接着するもの。